# ルイス・サントス (野球)
ルイス・グスタボ・サントス・ポーリーノ（Luis Gustavo Santos Paulino、1991年2月11日 - ）は、ドミニカ共和国モンセニョール・ノウエル州ボナオ出身のプロ野球選手（投手）。右投右打。メキシカンリーグのプエブラ・パロッツ所属。

## 経歴

### プロ入りとパイレーツ傘下時代
2011年にピッツバーグ・パイレーツと契約してプロ入り。傘下のルーキー級ドミニカン・サマーリーグ・パイレーツでプロデビュー。10試合に登板して2勝1敗3セーブ、防御率2.70、23奪三振を記録した。
2012年もルーキー級ドミニカン・サマーリーグ・パイレーツでプレーし、14試合（先発12試合）に登板して6勝3敗、防御率2.44、74奪三振を記録した。

### ロイヤルズ傘下時代
2012年11月28日にビン・マザーロ、クリント・ロビンソンとのトレードで、ルイス・リコと共にカンザスシティ・ロイヤルズへ移籍した。
2013年は傘下のアパラチアンリーグのルーキー級バーリントン・ロイヤルズとパイオニアリーグのルーキー級アイダホフォールズ・チュカーズでプレーし、2球団合計で10試合に先発登板して7勝1敗、防御率1.97、47奪三振を記録した。
2014年はA級レキシントン・レジェンズとA+級ウィルミントン・ブルーロックスでプレーし、2球団合計で25試合（先発17試合）に登板して8勝5敗2セーブ、防御率3.74、86奪三振を記録した。
2015年4月2日に自由契約となった。

### ブルージェイズ時代
2015年4月6日にトロント・ブルージェイズとマイナー契約を結んだ。この年は傘下のA+級ダニーデン・ブルージェイズでプレーし、21試合（先発16試合）に登板して6勝6敗、防御率4.55、86奪三振を記録した。
2016年はA+級ダニーデンとAA級ニューハンプシャー・フィッシャーキャッツでプレーし、2球団合計で26試合（先発22試合）に登板して9勝4敗、防御率3.97、117奪三振を記録した。
2017年、マイナーではAA級ニューハンプシャーとAAA級バッファロー・バイソンズでプレーし、2球団合計で28試合（先発21試合）に登板して3勝13敗、防御率4.16、102奪三振を記録した。9月2日にメジャー契約を結んでアクティブ・ロースター入りした。同日のボルチモア・オリオールズ戦でメジャーデビュー。この年メジャーでは10試合に登板して0勝1敗1セーブ、防御率2.70、16奪三振を記録した。オフの11月6日に40人枠外となった。
2018年は開幕をAAA級バッファローで迎え、5月3日にメジャー契約を結んでアクティブ・ロースター入りした。だが、翌4日にDFAとなり、6日にマイナー契約でAAA級バッファローへ配属された。その後、7月4日に再びメジャー契約を結んでアクティブ・ロースター入りした。8月27日にDFAとなり、31日にマイナー契約でAAA級バッファローへ配属された。この年は15試合（先発1試合）に登板して1勝1敗、防御率7.20、24奪三振を記録した。レギュラーシーズン終了後の10月9日にFAとなった。

### レイズ傘下時代
2018年12月19日にタンパベイ・レイズとマイナー契約を結んだ。2019年はAAA級ダーラム・ブルズで32試合に登板し、3勝2敗1セーブ、防御率4.90の成績だったが、メジャーに昇格することはなく、11月4日にFAとなった。

### メキシカンリーグ時代
2020年2月7日にメキシカンリーグのオアハカ・ウォーリアーズと契約したが、新型コロナウイルスの感染拡大によりリーグが開催されなかったため、プレーする機会がないままチームを退団した。
2021年5月20日にメキシカンリーグのサルティーヨ・サラペメーカーズと契約した。
2022年は秋まではいずれの球団にも所属せず、母国ドミニカのウィンターリーグ（LIDOM）でのみプレーした。
2023年5月11日にメキシカンリーグのプエブラ・パロッツと契約した。

## 投球スタイル
フォーシームを主体としており、変化球ではカーブとチェンジアップをよく投げる。

## 詳細情報

### 年度別投手成績
| 年 度    | 球 団    | 登 板 | 先 発 | 完 投 | 完 封 | 無 四 球 | 勝 利 | 敗 戦 | セ 丨 ブ | ホ 丨 ル ド | 勝 率 | 打 者 | 投 球 回 | 被 安 打 | 被 本 塁 打 | 与 四 球 | 敬 遠 | 与 死 球 | 奪 三 振 | 暴 投 | ボ 丨 ク | 失 点 | 自 責 点 | 防 御 率 | W H I P |
| -------- | -------- | ----- | ----- | ----- | ----- | -------- | ----- | ----- | -------- | ----------- | ----- | ----- | -------- | -------- | ----------- | -------- | ----- | -------- | -------- | ----- | -------- | ----- | -------- | -------- | ------- |
| 2017     | TOR      | 10    | 0     | 0     | 0     | 0        | 0     | 1     | 1        | 2           | .000  | 68    | 16.2     | 15       | 4           | 4        | 0     | 0        | 16       | 1     | 0        | 5     | 5        | 2.70     | 1.14    |
| 2018     | TOR      | 15    | 1     | 0     | 0     | 0        | 1     | 1     | 0        | 0           | .500  | 90    | 20.0     | 26       | 4           | 10       | 1     | 1        | 24       | 0     | 0        | 16    | 16       | 7.20     | 1.80    |
| MLB：2年 | MLB：2年 | 25    | 1     | 0     | 0     | 0        | 1     | 2     | 1        | 2           | .333  | 158   | 36.2     | 41       | 8           | 14       | 1     | 1        | 40       | 1     | 0        | 21    | 21       | 5.15     | 1.50    |

- 2018年度シーズン終了時

### 背番号
- 56（2017年）
- 71（2018年）